# Green Lake (Hawaii)

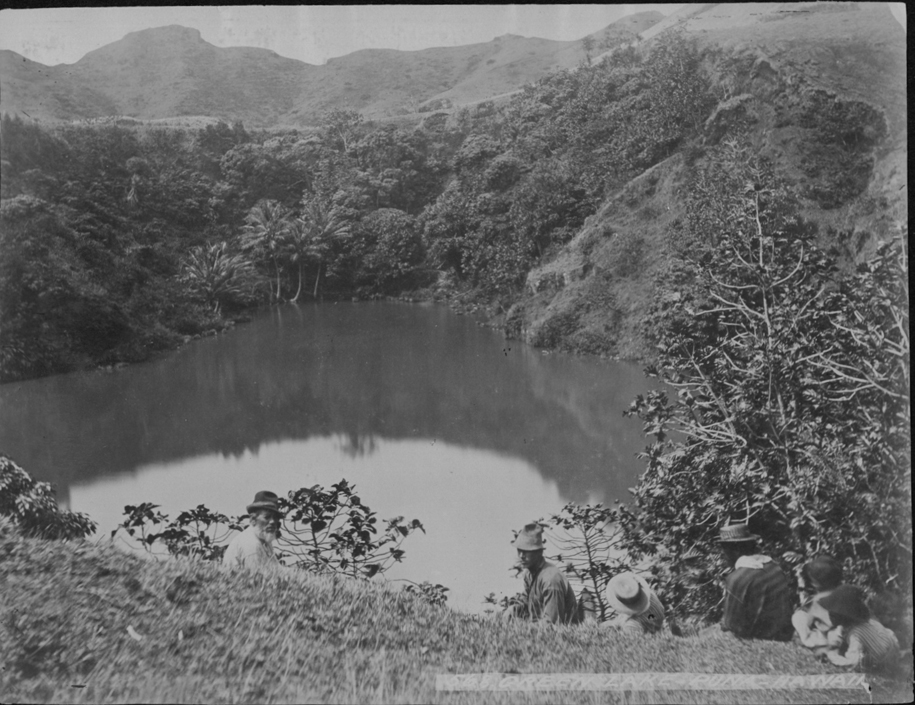
Green Lake in den 1890er Jahren

Der Green Lake (hawaiisch: Ka Wai o Pele) war ein Süßwassersee im Puʻu-Kapoho-Krater des Vulkans Kīlauea auf der Hauptinsel (Big Island) von Hawaii. Er war der größte Süßwassersee der Hawaii-Inseln und neben Lake Waiau einer von zwei Süßwasserseen auf Big Island.
Der See entstand vor etwa 400 Jahren im Krater des Green Mountain und hatte eine maximale Tiefe von 61 Metern. Hawaiische Mythen besagen, dass der See der erste Ort war, den Pele, die Vulkangottheit, besuchte. Der See war ein beliebter Badeort für Einheimische und Touristen. Die Gegend um den Green Lake war die Heimat von Kukuinuss-Bäumen, Guavenbäumen und Bananenbäumen.
Die Lavaströme des Kīlauea-Ausbruchs vom Mai 2018 ließen das Wasser im See am 2. Juni 2018 vollständig verdampfen. Der ehemalige See und umgebende Teile des Puʻu-Kapoho-Kraters wurden von der Lava gefüllt.

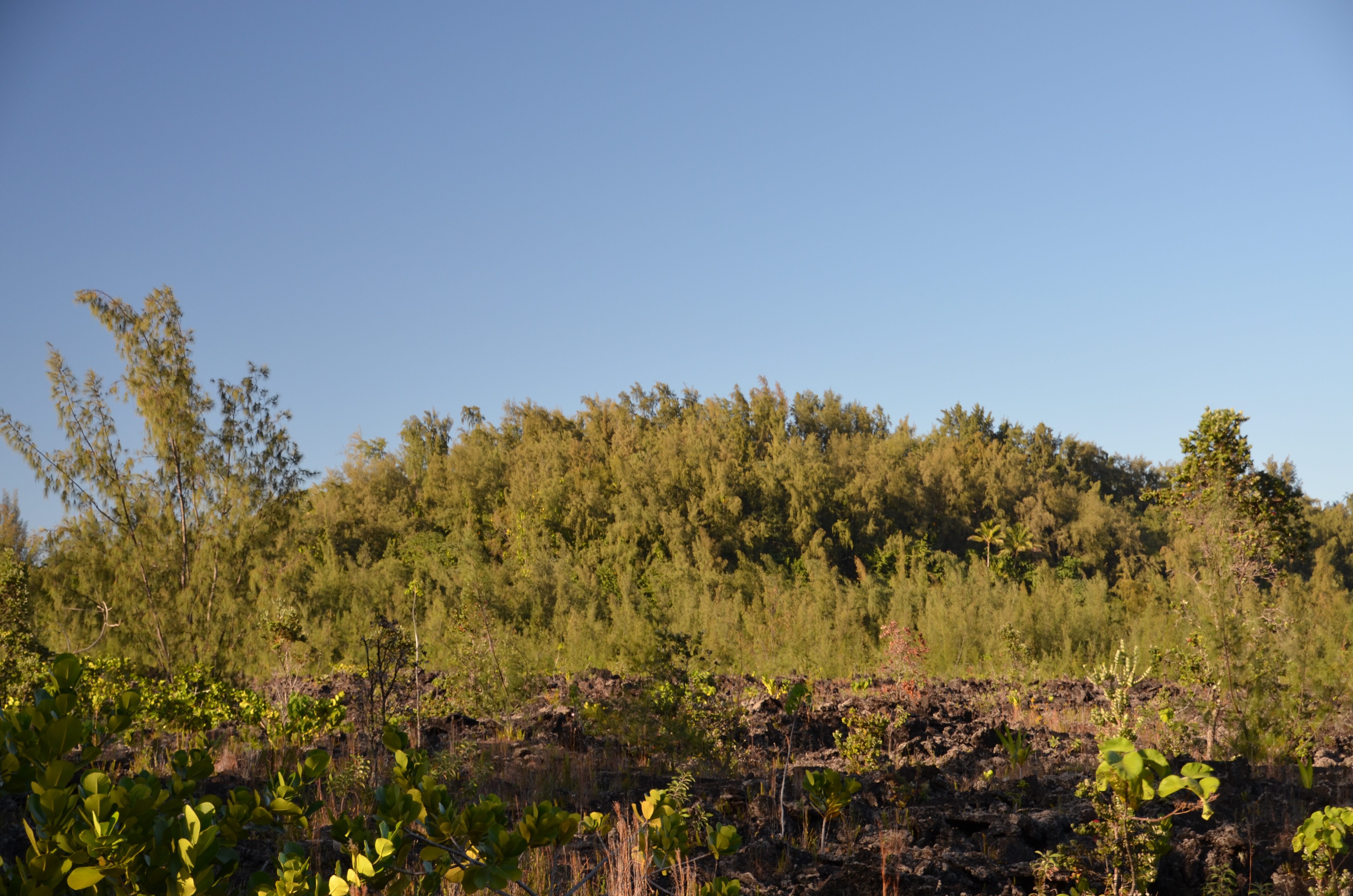
Krater des Green Lake 2017
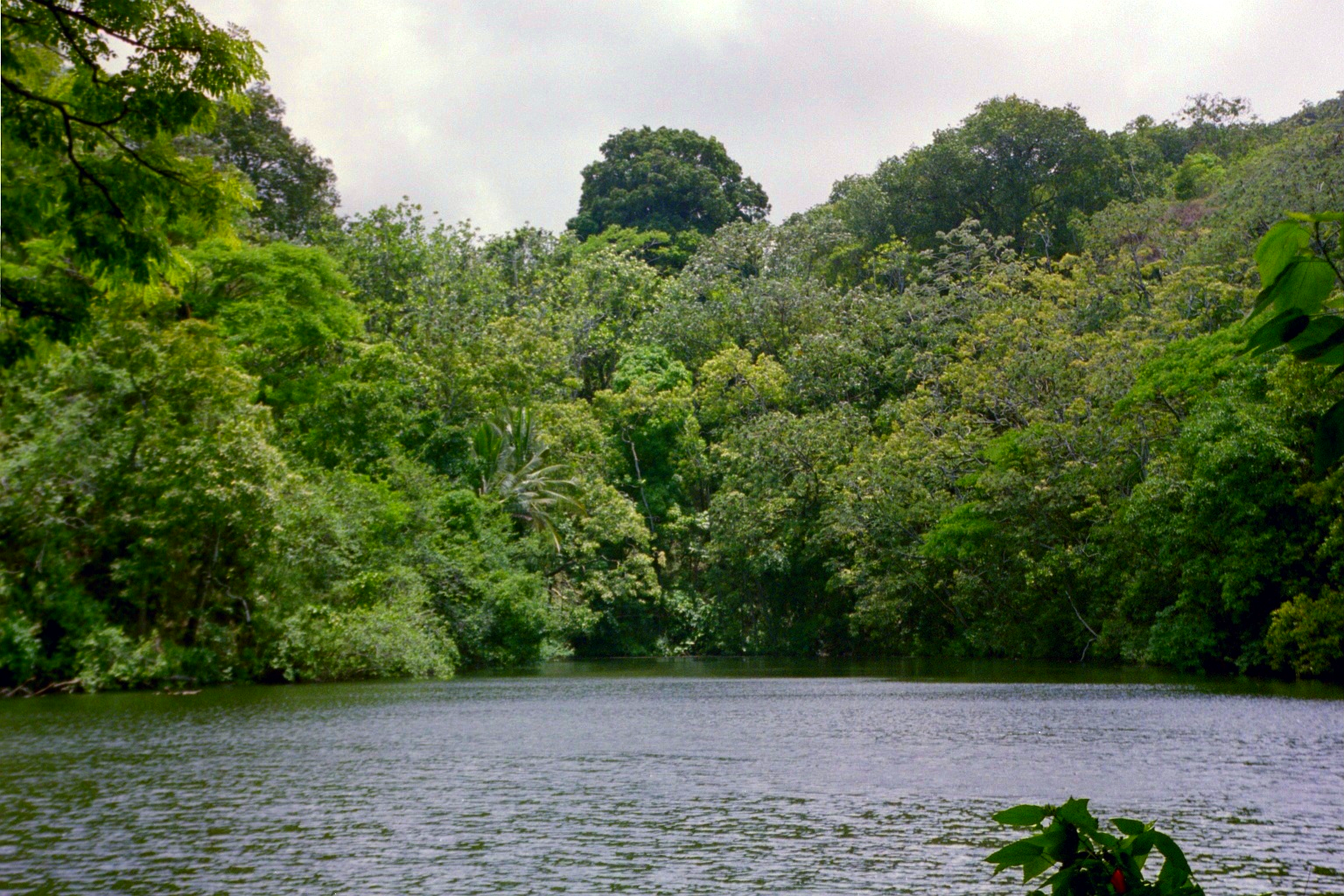
Ka Wai o Pele
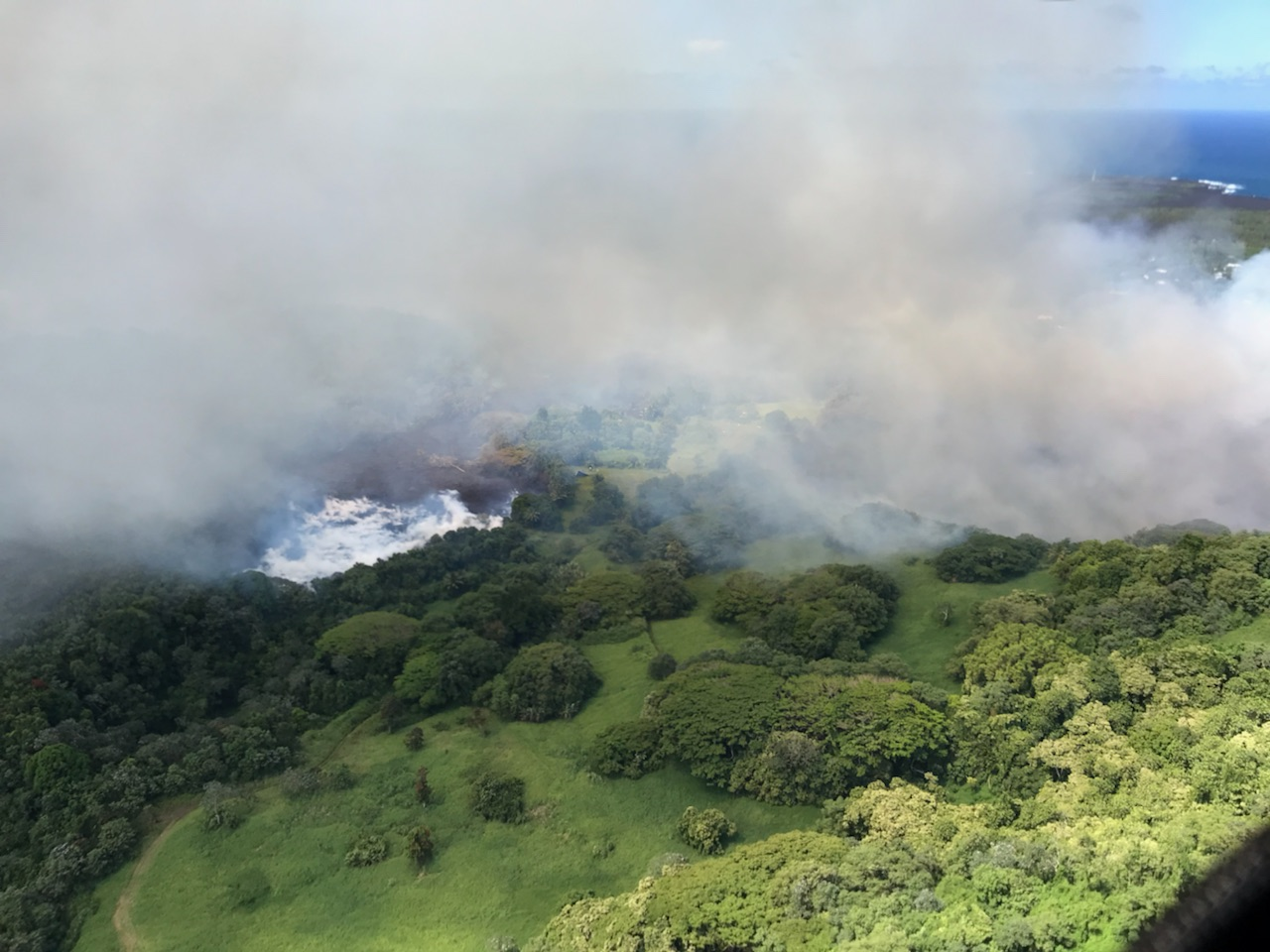
Luftaufnahme der Lavaströme, die am 2. Juni 2018 den Grünen See verdampfen ließen.